# Сажчанська дубина
Сажчанська дубина — ботанічний заказник місцевого значення.
Розташований між селами Сажки та Подільське Немирівського району Вінницької області. Оголошений відповідно до рішення 11 сесії 4 скликання Вінницької обласної ради від 19.03.2004 № 525.
За фізико-географічним районуванням України територія належить до Дністровсько-Дніпровської провінції, лісостепової зони, області Подільського Побужжя. Гнівансько-Гайсииського району. За геоботанічним районуванням України, територія належить до Європейської широколистяної області, Подільсько-Бесарабської  провінції Вінницького округу.
Для цієї території характерна хвиляста рівнина. В геологічному відношенні заказник приурочений до фундаменту Українського кристалічного шита, що складений магматичними та метаморфічними породами (гнейси, граніти). Осадкові відклади, що перекривають кристалічний фундамент приурочені до четвертинної системи і складені алювіальними відкладами.
Ґрунтовий покрив представлений опідзоленими і темно-сірими опідзоленими чорноземами. Територія заказника лежить у межах середньої рівнинної атлантико-континентальної області, а саме її середнього району, помірного кліматичного поясу. Клімат території помірно-континентальний. Літо довге, зима коротка і тепла, з нестійким сніговим покривом, висота якого коливається в межах 10-25 см в різні роки. Пересічна температура січня становить - 6°C. Безморозний період складає 250-260 днів. Влітку температура досягає 20°С. Кількість опадів 500 мм/рік.
В гідрологічному плані територія заказника розташована на безіменному струмку, по впадає в р. Устя, ліву притоку Південного Бугу. Фітоценоз  заказника представлений типовою для  Поділля  асоціацією дуба черешчатого з домішкою черешні. Підлісок представлений шипшиною собачою та підростом ялини європейської і черешні. Окремі виділи  представлені штучними насадженнями ялини європейської та сосни звичайної. В заплавній частині заказника зростає вільха чорна.
Трав'яний покрив представлений осокою лісовою та волосистою, пирієм повзучим, кострецем безостим, тонконогом великим. Також тут зростають конвалія звичайна, копитняк європейський, зірочник ланцетовидний, фіалка дивна, медунка м'яка, темна, ранник вузлуватий, кульбаба, подорожник, цикорій. Лісові асоціації зазнають антропогенного впливу (випасання худоби).
В природоохоронному плані об'єкт представляє наукову та естетичну цінність, як територія, що є частиною типового ландшафту Східного Поділля. Крім того, заказник є ядром місцевої екологічної мережі.